# Björneborgs rådhus

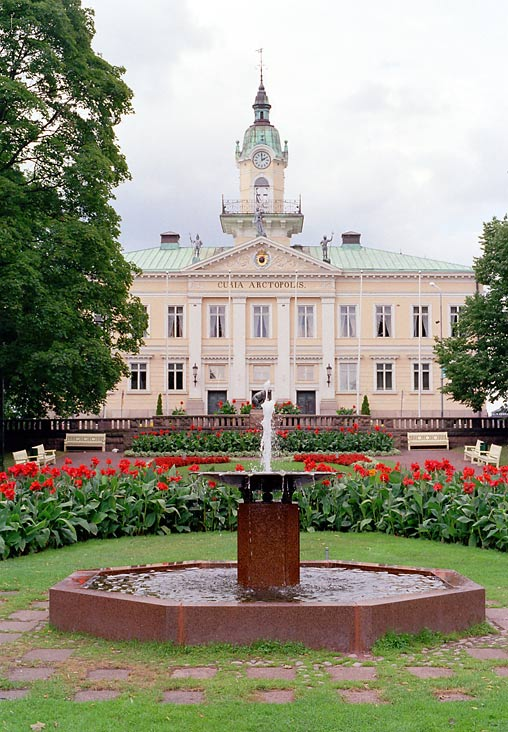
Björneborgs rådhus.

Rådhuset i Björneborg, Finland stod klart 1841 och är ritat av arkitekt Carl Ludvig Engel. Byggnaden är ett typiskt nyklassicistiskt rådhus. Fram till år 1961 var rådhuset också Björneborgs stadshus. Numera[när?] fungerar Junneliuska palatset som stadshus.